# Urocerus franzinii
Urocerus franzinii is een vliesvleugelig insect uit de familie van de houtwespen (Siricidae). De wetenschappelijke naam van de soort is voor het eerst geldig gepubliceerd in 1977 door Pesarini & Pesarini.